# DKB Group
Grupul DKB (第一勧銀グループ Dai'ichi Kangin Gurūpu?) sau Grupul Dai-Ichi Kangyo a fost cel mai mare keiretsu japonez la sfârșitul anilor '90.
Grupul a apărut după cel de-Al Doilea Război Mondial și s-a alăturat în jurul băncii Dai-Ichi Kangyo. Doi dintre cei mai mari clienți ai DKB, Kawasaki Heavy Industries și Furukawa Electric, și-au condus propriile grupuri corporative, cu o relație de aprovizionare încrucișată între cei doi. Grupurile Kawasaki și Furukawa au fost de acord să înceapă reuniunile președinților în 1966. Itochu, care a furnizat istoric Kawasaki cu materii prime, a devenit principala companie comercială generală pentru grupul combinat.
Președinții grupului au început întâlniri periodice Sankin-kai (三金会?) în 1971. Tot în acel an, numele grupului s-a dezvoltat din fuziunea Dai-Ichi Bank și Nippon Kangyo Bank. În 1998, a fost anunțat că Banca Dai-Ichi Kangyo urma să fie fuzionată cu Fuji Bank și Banca Industrială a Japoniei pentru a forma Mizuho Financial Group. Grupul rezultat, care a fost înființat în septembrie 2000, a fost cel mai mare grup bancar din lume cu active de 140 trilioane de yeni. Următorii câțiva ani au cunoscut o consolidare paralelă a partenerilor lor industriali keiretsu și au văzut grupul crescând la 150 trilioane de yeni în active (30% PIB).

## Companii
- Asahi Mutual Life Insurance
- The Dai-ichi Mutual Life Insurance Company
- Daiichi Sankyo
- Dentsu
- Fujitsu
- Hitachi
- IHI Corporation
- Isuzu
- ITOCHU
- JFE Holdings
- Kawasaki Heavy Industries
- K Line
- Kobe Steel
- Meiji Seika
- Mizuho Financial Group
- Nippon Columbia
- Seibu Department Stores
- Sojitz
- Sompo Japan Insurance
- Taiheiyo Cement
- Tokyo Broadcasting System
- Tokyo Dome
- The Tokyo Electric Power Company
- Tokyo FM
- Toshiba
- Toyota
- Yokohama Rubber Company